# Hippocrepis rupestris
Hippocrepis rupestris là một loài thực vật có hoa trong họ Đậu. Loài này được Bellot miêu tả khoa học đầu tiên.